# Rock in Rio X
Rock in Rio X foi a décima edição do festival Rock in Rio, realizada na Cidade do Rock, no Rio de Janeiro nos dias 13, 14, 15, 19, 20, 21 e 22 de setembro de 2024.
O festival celebrou os 40 anos do Rock in Rio, contando com uma nova área chamada Global Village com cenários inspirados em ícones arquitetônicos de todo o mundo.
Ed Sheeran, Ne-Yo, Joss Stone, Ludmilla e Angélique Kidjo foram as primeiras atrações confirmadas para o evento, divulgados nas redes sociais do Rock in Rio em 13 de novembro de 2023.
Em comemoração à música brasileira, foi reservado um dia(chamado "Dia Brasil") em homenagem aos mais diversos estilos musicais brasileiros, entre eles o rock, sertanejo, MPB, trap, pop, samba, rap, bossa nova, soul, funk, jazz, música clássica e eletrônica. O anúncio foi realizado em coletiva de imprensa no dia 29 de abril. 
Esta foi a segunda edição que teve um dia dedicado a artistas femininas. Conhecido como "Dia Delas", as primeiras atrações confirmadas para esse dia foram Katy Perry, Iza e Gloria Gaynor.
O festival contou com um musical especial pelos 40 anos do festival chamado 'Sonhos, Lama e Rock and Roll', que contou a história do Rock In Rio, com a direção de Charles Möeller, direção musical de Zé Ricardo e protagonizado pelos atores Beto Sargentelli, Malu Rodrigues e Rodrigo Pandolfo.
Além da diversidade de gêneros musicais, o festival contou com artistas de várias partes do mundo, incluindo de Brasil, África do Sul, Austrália, Benim, Canadá, Colômbia, Estados Unidos, Índia, Inglaterra, Israel, Portugal, Suécia e Ucrânia.

## Line-up
- Artistas principais de cada noite e palco em negrito.[7]

| Palco Mundo | Palco Sunset |
| Sexta–feira, 13 de setembro | Sexta–feira, 13 de setembro |
| --- | --- |
| - Travis Scott - 21 Savage - Ludmilla - Matuê part. WIU e Teto | - Cabelinho & Coral das Favelas - Orochi, Oruam e Chefin - Veigh & KayBlack - Funk Orquestra convida MC Daniel, Rebecca e MC Soffia |
| Sábado, 14 de setembro | |
| - Imagine Dragons - OneRepublic - Zara Larsson - Lulu Santos | - NX Zero - James - Christone "Kingfish" Ingram - Pato Fu + Penélope |
| Domingo, 15 de setembro | |
| - Avenged Sevenfold - Evanescence - Journey - Os Paralamas do Sucesso | - Deep Purple - Incubus - Planet Hemp convida Pitty - Barão Vermelho |
| Quinta–feira, 19 de setembro | |
| - Ed Sheeran - Charlie Puth - Joss Stone - Jão | - Gloria Groove - Will Smith - Ferrugem convida Gilsons - Filipe Ret convida Caio Luccas - Pedro Sampaio |
| Sexta–feira, 20 de setembro | |
| - Katy Perry - Karol G - Cyndi Lauper - Ivete Sangalo | - Iza - Gloria Gaynor - Tyla - Luedji Luna convida Tássia Reis e Xênia França |
| Sábado, 21 de setembro | |
| - Para sempre Rock: Capital Inicial, Detonautas, NX Zero, Pitty, Rogério Flausino & Toni Garrido - Para sempre Sertanejo: Chitãozinho & Xororó, Orquestra Heliópolis, Ana Castela, Júnior Lima & Simone Mendes - Para sempre MPB: BaianaSystem, Carlinhos Brown, Daniela Mercury, Gaby Amarantos, Majur, Ney Matogrosso & Zeca Baleiro - Para sempre Trap: MC Cabelinho, Filipe Ret, KayBlack, Matuê, Orochi, WIU & Veigh | - Para sempre Rap: Criolo, Djonga, Karol Conká, Marcelo D2, Rael, Rincon Sapiência & Xamã - Para sempre Pop: Ivete Sangalo, Duda Beat, Gloria Groove, Jão, Luísa Sonza & Lulu Santos - Para sempre Samba: Zeca Pagodinho, Alcione, Diogo Nogueira, Jorge Aragão, Maria Rita & Xande de Pilares |
| Domingo, 22 de setembro | |
| - Shawn Mendes - Akon - Ne-Yo - Luísa Sonza | - Mariah Carey - Homenagem a Alcione com Alcione, OSB, Diogo Nogueira, Mart'nália, Majur, Péricles e Maria Rita - Ney Matogrosso - Olumdumbaiana: BaianaSystem & Olodum |

| New Dance Order                                                                            | Espaço Favela | Global Village | Supernova                                                                                        | Highway Stage                             | Coke Studio                                                                                 | Clube do Samba                  |
| Sexta–feira, 13 de setembro                                                                | Sexta–feira, 13 de setembro | Sexta–feira, 13 de setembro | Sexta–feira, 13 de setembro                                                                      | Sexta–feira, 13 de setembro               | Sexta–feira, 13 de setembro                                                                 | Sexta–feira, 13 de setembro     |
| ------------------------------------------------------------------------------------------ | --- | --- | ------------------------------------------------------------------------------------------------ | ----------------------------------------- | ------------------------------------------------------------------------------------------- | ------------------------------- |
| - Deadmau5 - FatSync x Malifoo - Chemical Surf - Cat Dealers                               | - TZ da Coronel e Borges - Kevin o Chris - Slipmami | - Hungria - Katú Mirim - Victor Xamã | - Major RD - Mizzy Miles - The Box - MC Maneirinho                                               | - Black Jack - Canto Cego - The Lokomotiv | - Nepal - Marvvila - DJ Yas - Bela Maria - DJ Residente                                     | —                               |
| Sábado, 14 de setembro                                                                     | | |                                                                                                  |                                           |                                                                                             |                                 |
| - DJ Snake - KVSH - Öwnboss - Liu                                                          | - Dennis - Thiago Pantaleão - Lukinhas | - Geraldo Azevedo - Mestrinho - Amaro Freitas | - Nagalli - Magic Show & Convidados - Bin feat Leviano - Duquesa - 7 Minutoz                     | - Canto Cego - The Lokomotiv - Black Jack | - Brunna Lennon - Restart - DJ Rapha Lima - João Lucas - DJ Residente - Taylan              | —                               |
| Domingo, 15 de setembro                                                                    | | |                                                                                                  |                                           |                                                                                             |                                 |
| - ARTBAT - Mila Journée - Binaryh - Яuback                                                 | - MC Poze do Rodo - MC Hariel - Ster | - Anees - Terra Celta convida Orquestra Refugi - Larissa Luz | - Dead Fish - Crypta - Black Pantera - The Mönic convida Eskröta                                 | - The Lokomotiv - Black Jack - Canto Cego | - Ruxell - DJ Residente - Lucas Mamede - DJ Ramemes - Fuze                                  | —                               |
| Quinta–feira, 19 de setembro                                                               | | |                                                                                                  |                                           |                                                                                             |                                 |
| - Wade - Victor Lou - Gabe - Illusionize                                                   | - Xande de Pilares - Fundo de Quintal - Vinny Santa Fé | - Noa Kirel - Bixiga 70 - Sambaiana | - Lil Whind e convidados - Aka Rasta - Young Piva - WC no Beat convida MC Gabzin, Felp22 e MC TH | - Roda de Blues - Fuze - Gui Schwab       | - DJ Residente - Mulú - O Kanalha - DJ Thammy - Nairo                                       | - Gabi de Paula                 |
| Sexta–feira, 20 de setembro                                                                | | |                                                                                                  |                                           |                                                                                             |                                 |
| - Alison Wonderland - Curol x Barja - Ashibah - Samhara                                    | - Pocah - MC Dricka - Brisa Flow | - Angélique Kidjo - Carminho - Juliana Linhares | - Cynthia Luz - N.I.N.A. - Darumas - Nina Fernandes                                              | - Fuze - Gui Schwab - Roda de Blues       | - DJ Residente - Millian Dolla - Priscilla - Carol Emmerick - Alulu Paranhos                | - Didu Nogueira - Mauro Diniz   |
| Sábado, 21 de setembro                                                                     | | |                                                                                                  |                                           |                                                                                             |                                 |
| - Para sempre Eletrônica: Mochakk, Beltran x Classmatic, Eli Iwasa x Ratier & Maz x Antdot | - Para sempre Baile de Favela: Buchecha, Cidinho & Doca, Funk Orquestra, MC Carol, Kevin o Chris & Tati Quebra Barraco - Para sempre Música Clássica: Nathan Amaral & Orquestra Sinfônica Brasileira Jovem - Para sempre Funk: Livinho, MC Don Juan, MC Dricka, MC Hariel, MC IG & MC PH - Para sempre Favela é Terra Indígena: Kaê Guajajara convida Totonete e o Grupo Dance Maré & Rapahel Vicente | - Para sempre Futuro Ancestral: Gang do Eletro & Suraras do Tapajós - Para sempre Bossa Nova: Bossacucanova part. Cris Delanno, Leila Pinheiro, Roberto Menescal & Wanda Sá - Para sempre Soul: Banda Black Rio, Cláudio Zoli & Hyldon - Para sempre Jazz: Antonio Adolfo, Joabe Reis, Jonathan Ferr & Léo Gandelman | - Para sempre Indie: Jean Tassy, Chico Chico, Vanguart e Autoramas                               | - Gui Schwab - Fuze - Roda de Blues       | - Trio Juntos Com Certeza - Lukinhas - Ananda Paixão - Liza Liu - DJ Só Lyma - DJ Residente | - Jorge Aragão + Diogo Nogueira |
| Domingo, 22 de setembro                                                                    | | |                                                                                                  |                                           |                                                                                             |                                 |
| - Kaskade - Bhaskar - JetLag - Dubdogz                                                     | - Belo - Livinho - Luiz Otávio | - Angélique Kidjo - Almério e Martins - Lia de Itamaracá | - DJ Topo - Zaynara - Gabriel Froede - LZ da França                                              | - Gui Schwab - Roda de Blues - Fuze       | - DJ Felipe Mar - Urias - Os Garotin - Felipe Amorim - Tropicals - DJ Residente             | - Marvvila + Diogo Nogueira     |

## Críticas
Após o anúncio do "Dia Brasil", data em que todos os artistas a se apresentarem no festival serão brasileiros, muitas críticas foram feitas a produção do Rock in Rio, já que nenhum artista da Região Norte do Brasil foi anunciado no evento. Através das redes sociais, a cantora Fafá de Belém disse: "A Amazônia não faz parte do Brasil? A cultura amazônica, nortista, não é parte deste país? Onde está Dona Onete, Gaby Amarantos, vencedora do Grammy, Joelma, Aila? Onde estou eu? Onde está o carimbó, o siriá, o boi bumbá, o Caprichoso, o Garantido, Manoel Cordeiro, Felipe Cordeiro, Joelma Klaudia, Gangue do eletro, Aparelhagens (Carabao, Crocodilo, Tupinamba), Nilson Chaves, Arthur Nogueira, Suraras do Tapajós, Kae Guajajara, As Guitarradas do Pará, o tecnobrega, artistas indÍgenas, e TANTOS OUTROS que levam a cultura do norte no seu sangue e na sua vida?" 
De acordo com o portal de notícias G1, os três melhores shows foram: Cyndi Lauper, Ivete Sangalo e Mariah Carey. Os três piores foram: Luísa Sonza, Will Smith e Journey.